# Leichtathletik-Weltmeisterschaften 1993/100 m Hürden der Frauen

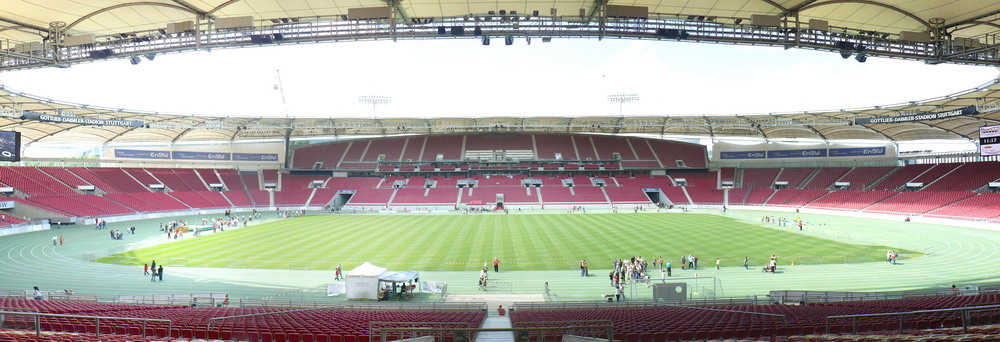
Das Stuttgarter Gottlieb-Daimler-Stadion im Jahr 2007

Der 100-Meter-Hürdenlauf der Frauen bei den Leichtathletik-Weltmeisterschaften 1993 wurde am 19. und 20. August 1993 im Stuttgarter Gottlieb-Daimler-Stadion ausgetragen.
In diesem Wettbewerb errangen die die US-amerikanischen Hürdensprinterinnen mit Gold und Bronze zwei Medaillen. Weltmeisterin wurde die WM-Zweite über 100 m Hürden von 1991 und Olympiasiegerin von 1992 über 100 Meter Gail Devers, die auch hier in Stuttgart über 100 Meter vier Tage zuvor schon Gold gewonnen hatte. Silber ging an die Russin Marina Asjabina. Rang drei belegte Lynda Tolbert.

## Rekorde

### Bestehende Rekorde
| Weltrekord               | 12,21 s | Jordanka Donkowa   | Stara Sagora, Bulgarien | 20. August 1988   |
| Weltmeisterschaftsrekord | 12,34 s | Ginka Sagortschewa | WM 1987 in Rom, Italien | 4. September 1987 |

Der bestehende WM-Rekord wurde bei diesen Weltmeisterschaften nicht erreicht.

## Vorrunde
Die Vorrunde wurde in sechs Läufen durchgeführt. Die ersten drei Athletinnen pro Lauf – hellblau unterlegt – sowie die darüber hinaus sechs zeitschnellsten Läuferinnen – hellgrün unterlegt – qualifizierten sich für das Halbfinale.

### Vorlauf 1
19. August 1993, 10:30 Uhr
Wind: −1,0 m/s
| Platz | Name                  | Nation     | Zeit (s) |
| ----- | --------------------- | ---------- | -------- |
| 1     | Marina Asjabina       | Russland   | 12,88    |
| 2     | Julie Baumann         | Schweiz    | 13,10    |
| 3     | Nadezhda Bodrova      | Ukraine    | 13,25    |
| 4     | Marie-Victoire Preira | Frankreich | 13,36    |
| 5     | María José Mardomingo | Spanien    | 13,41    |
| 6     | Sonia Paquette        | Kanada     | 13,51    |
| 7     | Guðrún Arnardóttir    | Island     | 13,96    |

### Vorlauf 2

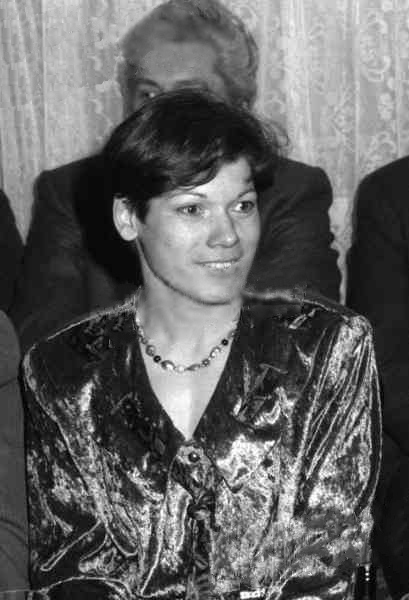
Liliana Alexandru, unter ihrem damaligen Namen Liliana Năstase Siebenkampf-Vizeweltmeisterin von 1991, schied als Fünfte ihres Vorlaufs aus

19. August 1993, 10:37 Uhr
Wind: −0,8 m/s
| Platz | Name              | Nation       | Zeit (s) |
| ----- | ----------------- | ------------ | -------- |
| 1     | Jewa Sokolowa     | Russland     | 12,96    |
| 2     | Keturah Anderson  | Kanada       | 13,23    |
| 3     | Monica Grefstad   | Norwegen     | 13,29    |
| 4     | Gillian Russell   | Jamaika      | 13,30    |
| 5     | Liliana Alexandru | Rumänien     | 13,41    |
| 6     | Maria Kamrowska   | Polen        | 13,44    |
| 7     | Natalya Belenkova | Turkmenistan | 14,18    |
| 8     | Ivette Sánchez    | Panama       | 15,30    |

### Vorlauf 3
19. August 1993, 10:44 Uhr
Wind: −0,6 m/s
| Platz | Name                  | Nation      | Zeit (s) |
| ----- | --------------------- | ----------- | -------- |
| 1     | Michelle Freeman      | Jamaika     | 12,84    |
| 2     | Dawn Bowles           | USA         | 12,89    |
| 3     | Kristin Patzwahl      | Deutschland | 12,98    |
| 4     | Brigita Bukovec       | Slowenien   | 13,05    |
| 5     | Nicole Ramalalanirina | Madagaskar  | 13,35    |
| 6     | Chan Sau Ying         | Hongkong    | 13,50    |
| 7     | Kim Seon-Jin          | Südkorea    | 13,99    |

### Vorlauf 4
19. August 1993, 10:51 Uhr
Wind: −1,0 m/s
| Platz | Name             | Nation         | Zeit (s) |
| ----- | ---------------- | -------------- | -------- |
| 1     | Aliuska López    | Kuba           | 13,04    |
| 2     | Swetla Dimitrowa | Bulgarien      | 13,05    |
| 3     | Dionne Rose      | Jamaika        | 13,27    |
| 4     | Keri Maddox      | Großbritannien | 13,49    |
| 5     | Ina Langenhuisen | Niederlande    | 13,50    |
| 6     | Vania Ferreira   | Brasilien      | 14,23    |
| DNS   | Sabine Braun     | Deutschland    |          |

### Vorlauf 5
19. August 1993, 10:58 Uhr
Wind: −0,1 m/s
| Platz | Name              | Nation         | Zeit (s) |
| ----- | ----------------- | -------------- | -------- |
| 1     | Gail Devers       | USA            | 12,74    |
| 2     | Cécile Cinélu     | Frankreich     | 13,00    |
| 3     | Jackie Agyepong   | Großbritannien | 13,07    |
| 4     | Jane Flemming     | Australien     | 13,19    |
| 5     | Donalda Duprey    | Kanada         | 13,50    |
| 6     | Ludmila Olijar    | Lettland       | 13,50    |
| 7     | Sriyani Kulawansa | Sri Lanka      | 13,58    |

### Vorlauf 6
19. August 1993, 11:05 Uhr
Wind: −0,5 m/s
| Platz | Name               | Nation         | Zeit (s) |
| ----- | ------------------ | -------------- | -------- |
| 1     | Lynda Tolbert      | USA            | 12,90    |
| 2     | Patricia Girard    | Frankreich     | 13,08    |
| 3     | Clova Court        | Großbritannien | 13,26    |
| 4     | Natalya Kolovanova | Ukraine        | 13,40    |
| 5     | Joyce Melendez     | Puerto Rico    | 13,41    |
| 6     | Carla Tuzzi        | Italien        | 13,54    |
| 7     | Manuela Marxer     | Liechtenstein  | 13,65    |

## Halbfinale
Aus den drei Halbfinalläufen qualifizierten sich die jeweils ersten beiden Athletinnen – hellblau unterlegt – sowie die darüber hinaus zwei zeitschnellsten Läuferinnen – hellgrün unterlegt – für das Finale.

### Halbfinallauf 1
19. August 1993, 18:30 Uhr
Wind: −0,3 m/s
| Platz | Name               | Nation         | Zeit (s) |
| ----- | ------------------ | -------------- | -------- |
| 1     | Gail Devers        | USA            | 12,67    |
| 2     | Cécile Cinélu      | Frankreich     | 12,88    |
| 3     | Aliuska López      | Kuba           | 12,92    |
| 4     | Jackie Agyepong    | Großbritannien | 13,03    |
| 5     | Kristin Patzwahl   | Deutschland    | 13,07    |
| 6     | Keturah Anderson   | Kanada         | 13,34    |
| 7     | Dionne Rose        | Jamaika        | 13,43    |
| DNF   | Natalya Kolovanova | Ukraine        |          |

### Halbfinallauf 2

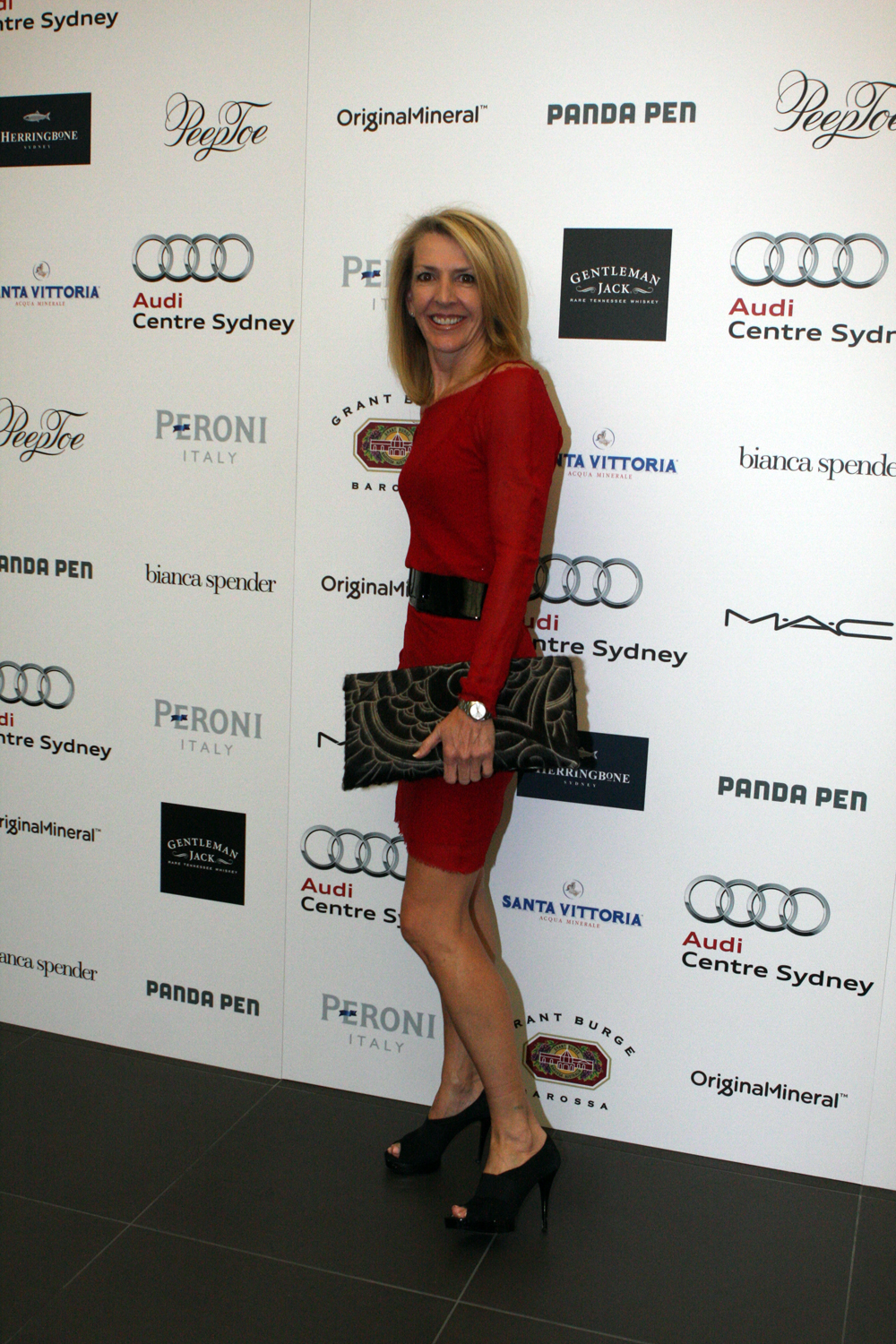
Jane Flemming (Foto: 2012) belegte Platz sieben im zweiten Halbfinale und schied damit aus

19. August 1993, 18:36 Uhr
Wind: +0,3 m/s
| Platz | Name                  | Nation         | Zeit (s) |
| ----- | --------------------- | -------------- | -------- |
| 1     | Marina Asjabina       | Russland       | 12,70    |
| 2     | Lynda Tolbert         | USA            | 12,76    |
| 3     | Brigita Bukovec       | Slowenien      | 12,98    |
| 4     | Patricia Girard       | Frankreich     | 13,03    |
| 5     | Gillian Russell       | Jamaika        | 13,12    |
| 6     | Nicole Ramalalanirina | Madagaskar     | 13,16    |
| 7     | Jane Flemming         | Australien     | 13,19    |
| 8     | Clova Court           | Großbritannien | 13,37    |

### Halbfinallauf 3
19. August 1993, 18:42 Uhr
Wind: +0,6 m/s
| Platz | Name                  | Nation     | Zeit (s) |
| ----- | --------------------- | ---------- | -------- |
| 1     | Jewa Sokolowa         | Russland   | 12,76    |
| 2     | Michelle Freeman      | Jamaika    | 12,77    |
| 3     | Dawn Bowles           | USA        | 12,84    |
| 4     | Swetla Dimitrowa      | Bulgarien  | 12,96    |
| 5     | Nadezhda Bodrova      | Ukraine    | 12,98    |
| 6     | Julie Baumann         | Schweiz    | 12,99    |
| 7     | Monica Grefstad       | Norwegen   | 13,37    |
| 8     | Marie-Victoire Preira | Frankreich | 13,39    |

## Finale

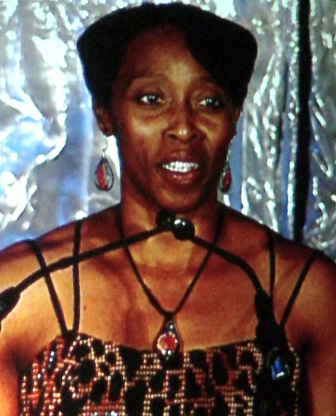
Gail Devers (Foto: 2011), hier bereits Weltmeisterin über 100 Meter, siegte mit deutlichem Vorsprung

20. August 1993, 20:25 Uhr
Wind: +0,2 m/s
| Platz | Name             | Nation     | Zeit (s) |
| ----- | ---------------- | ---------- | -------- |
| 1     | Gail Devers      | USA        | 12,46    |
| 2     | Marina Asjabina  | Russland   | 12,60    |
| 3     | Lynda Tolbert    | USA        | 12,67    |
| 4     | Aliuska López    | Kuba       | 12,73    |
| 5     | Jewa Sokolowa    | Russland   | 12,78    |
| 6     | Dawn Bowles      | USA        | 12,90    |
| 7     | Michelle Freeman | Jamaika    | 12,90    |
| 8     | Cécile Cinélu    | Frankreich | 12,95    |

## Video
- Women's 100m Hurdles Final World Champs Stuttgart 1993 auf youtube.com, abgerufen am 18. Mai 2020